# Koryto (Kamienica Królewska)
Koryto (dodatkowa nazwa w j. kaszub. Kòrëto) – dawna część wsi Kamienica Królewska w Polsce, w województwie pomorskim, w powiecie kartuskim, w gminie Sierakowice, na obszarze Pojezierza Kaszubskiego w obrębie Kaszubskiego Parku Krajobrazowego. Na wschód od miejscowości, w kompleksie Lasów Mirachowskich znajdują się rezerwaty Jezioro Turzycowe i Kurze Grzędy. Wchodzi w skład sołectwa Kamienica Królewska.
1 stycznia 2024 nazwa miejscowości została zniesiona.
W latach 1975–1998 Koryto administracyjnie należało do województwa gdańskiego.